# 90125
Albums de Yes
Classic Yes
(1981) 9012Live: The Solos
(1985)
Singles
1. Owner of a Lonely Heart
Sortie : 8 octobre 1983
2. Leave It
Sortie : Février 1984
3. It Can Happen
Sortie : Juin 1984
4. Hold On
Sortie : Novembre 1985

90125 est le onzième album studio du groupe de rock progressif, Yes. Il est sorti le 7 novembre 1983 sur le label Atco et est produit par Trevor Horn et le groupe.
Le titre de l'album est en fait le numéro de catalogue attribué au disque, qui se retrouve sur le code-barres de la version vinyle originale ainsi que par Trevor Rabin lui-même lorsqu'il sortira l'album de démos 90124.
Il contient le seul single du groupe classé à une première place, Owner of a Lonely Heart l'atteindra aux États-Unis (Billboard Hot 100).

## Historique
Après l'album et la tournée Drama, Yes se sépare et chacun suit son chemin : Trevor Horn va vers la production, Howe et Downes forment Asia, et enfin Chris Squire et Alan White enregistrent le single de Noël Run with the Fox en duo.
Pendant ce temps, le guitariste sud-africain Trevor Rabin quitte le groupe Rabbitt et se rend à Los Angeles afin de joindre une formation déjà établie. Il tente tout d'abord de monter un groupe avec Rick Wakeman, John Wetton et Carl Palmer, mais essuie un échec. Il revient avec un trio constitué de Keith Emerson et Jack Bruce, mais ce projet n'aboutit pas non plus. Il tente sa chance au sein du supergroupe Asia, mais la formation ayant déjà un guitariste, c'est un nouvel échec. Après avoir été mis en contact avec Squire et White, Trevor commence à travailler avec eux et comme il manque un claviériste, Chris suggère alors de faire appel à celui d'origine de Yes, Tony Kaye, et le quatuor est baptisé Cinema.
Ayant approché Trevor Horn pour qu'il devienne chanteur, celui-ci accepte de faire quelques essais pendant les sessions de travail de l'album, mais il décide de s'en tenir à la production. Squire et Rabin alternent au chant, mais comme aucun des deux n'est perçu comme un chanteur potentiel par les représentants de la maison de disques, une rencontre est organisée entre Chris Squire et Jon Anderson. Après avoir entendu certains des titres sur lesquels le groupe a travaillé, dont Leave it et Owner of a Lonely Heart, Anderson intègre la formation qui est tout simplement rebaptisée Yes. Jon Anderson retravaille toutefois certains textes des chansons afin qu'ils collent mieux à sa personnalité. Des conflits éclatent entre Tony Kaye et le producteur Trevor Horn qui poussent le claviériste à quitter le groupe et c'est Trevor Rabin qui joue finalement la majorité des claviers.
Lors de la préparation de la tournée subséquente, Eddie Jobson est recruté pour prendre la place laissée vacante, ce qui explique qu'il est présent dans le vidéo-clip de la chanson Owner of a Lonely Heart. Cependant, pour consolider l'identité légale de Yes, Squire décide de rencontrer à nouveau Tony Kaye, un arrangement est trouvé entre toutes les parties et le groupe est enfin prêt à partir en tournée sous cette forme. Insatisfait à l'idée de partager les parties de claviers, Jobson quitte le groupe et laisse la place à Kaye.
Le logo de Yes, qui a été redessiné par Garry Mouat du groupe Assorted Images sur un ordinateur Apple, sera également utilisé sur la pochette de l'album Big Generator, ainsi que sur l'album démo de Rabin, 90124, avec quelques variantes de couleurs et de textures.
En 2004, une version remastérisée de l'album est publiée chez Rhino Records, comprenant six titres bonus, dont une version a cappella de la chanson Leave It, qui donne une bonne idée du travail des voix chez Yes, c'est d'ailleurs une pièce sur laquelle chacun des membres du groupe participe au chant.
Cette même chanson fait sensation en 1984 sur MTV avec ses nombreux clips promotionnels, tous représentant le groupe à l'envers (tête en bas), avec au fil du temps des variations de plus en plus spectaculaires, la dernière constituant une apothéose d'effets spéciaux. MTV en fait d'ailleurs la même année un documentaire, The Making of Leave It. C'est Graham Preskett qui joue du violon sur la chanson, tandis que le musicien britannique d'origine indienne Deepak Khazanchi joue du sitar et du tampura. Ce sera d'ailleurs la seule fois où un véritable sitar sera utilisé par le groupe, puisqu'ils se servaient auparavant de la guitare Dan Electro Sitar Guitar alors jouée par Steve Howe.
La chanson Make It Easy, chantée par Trevor Rabin accompagné de Tony Kaye, Chris Squire et Alan White, est enregistrée avant l'arrivée de Jon Anderson alors que le groupe s'appelle encore Cinema et parait comme telle sur le boîtier Yesyears. Il en est de même pour la première version de la chanson It Can Happen avec des arrangements différents, datant de la même époque et chantée par Chris Squire, jouée ici à la guitare par Trevor Rabin plutôt qu'au sitar dans sa version définitive par Deepak Khazanchi.

## Réception
L'album se classe 5e du Billboard 200 américain et 16e de l' UK Albums Chart britannique. Il est certifié triple disque de platine par la Recording Industry Association of America (RIAA) le 10 avril 1998 avec plus de trois millions d'exemplaires vendus aux États-Unis. En France l'album sera classé pendant 57 semaines dans le hitparade, atteignant la seconde place et sera certifié disque d'or en 1984 pour plus de cent mille albums vendus.
Owner of a Lonely Heart se classe 1er au Billboard Hot 100  ainsi qu'au Mainstream Rock Tracks chart.

## Titres
| 1. | Owner of a Lonely Heart | Trevor Rabin, Jon Anderson, Chris Squire, Trevor Horn | 4:27 |
| 2. | Hold On                 | Rabin, Anderson, Squire                               | 5:15 |
| 3. | It Can Happen           | Squire, Anderson, Rabin                               | 5:39 |
| 4. | Changes                 | Rabin, Anderson, Alan white                           | 6:16 |

| 1. | Cinema       | Squire, Rabin, White, Tony Kaye      | 2:09 |
| 2. | Leave It     | Squire, Rabin, Horn                  | 4:10 |
| 3. | Our Song     | Anderson, Squire, Rabin, White       | 4:16 |
| 4. | City of Love | Rabin, Anderson                      | 4:48 |
| 5. | Hearts       | Anderson, Squire, Rabin, White, Kaye | 7:34 |

| 10. | Leave It (Single Remix)                  | Horn, Rabin, Squire           | 3:56 |
| 11. | Make It Easy                             | Rabin                         | 6:12 |
| 12. | It Can Happen (Cinema Version)           | Rabin, Squire                 | 6:05 |
| 13. | It's Over                                | Rabin                         | 5:41 |
| 14. | Owner of a Lonely Heart (Extended Remix) | Anderson, Horn, Rabin, Squire | 7:05 |
| 15. | Leave It (A Cappella Version)            | Horn, Rabin, Squire           | 3:18 |

## Musiciens
D'après le livret de l'album :
- Jon Anderson : chant
- Trevor Rabin : guitares, claviers, chant, chœurs
- Chris Squire : basse, chœurs
- Tony Kaye : claviers, chœurs
- Alan White : batterie, percussions, chœurs

## Production
D'après le livret de l'album :
- Trevor Horn : production
- Gary Langan : ingénieur du son
- Julian Mendelson, Stuart Bruce  Keith Finney : assistants ingénieurs
- Dave Lawson, J.J. Jeczalik : programmation des claviers
- Tony Dimitriades, Elliot Roberts : gérance
- Garry Mouat : design de la pochette

## Charts & certifications

### Album

#### Charts
| Pays                                 | Durée du classement | Meilleur classement | Date             |
| ------------------------------------ | ------------------- | ------------------- | ---------------- |
| Allemagne (GfK Entertainment)        | 25 semaines         | 2e                  | 23 janvier 1984  |
| Autriche (Ö3 Austria Top 40)         | 12 semaines         | 9e                  | 1er mars 1984    |
| Canada (RPM)                         | 31 semaines         | 3e                  | 21 janvier 1984  |
| États-Unis (Billboard 200)           | 53 semaines         | 5e                  | 21 janvier 1984  |
| France (SNEP)                        | 57 semaines         | 2e                  | 28 janvier 1984  |
| Italie (FIMI)                        | 14 semaines         | 10e                 | 16 avril 1984    |
| Norvège (VG-lista)                   | 13 semaines         | 8e                  | 27 février 1984  |
| Nouvelle-Zélande (RMNZ Albums Top40) | 16 semaines         | 25e                 | 8 avril 1984     |
| Pays-Bas (MegaCharts)                | 14 semaines         | 4e                  | 3 décembre 1983  |
| Royaume-Uni (UK Albums Chart)        | 28 semaines         | 16e                 | 20 novembre 1984 |
| Suède (Sverigetopplistan)            | 9 semaines          | 7e                  | 21 février 1984  |
| Suisse (Schweizer Hitparade)         | 22 semaines         | 3e                  | 5 février 1984   |

#### Certifications
| Pays        | Association  | Certification | Ventes      | Date             |
| ----------- | ------------ | ------------- | ----------- | ---------------- |
| Allemagne   | BVMI         | Platine       | 500 000 +   | 1994             |
| Autriche    | IFPI Austria | Or            | 25 000 +    | 10 novembre 1994 |
| Canada      | Music Canada | 2 × Platine   | 200 000 +   | 1er août 1984    |
| États-Unis  | RIAA         | 3 × Platine   | 3 000 000 + | 10 avril 1998    |
| France      | SNEP         | Or            | 100 000 +   | 1984             |
| Pays-Bas    | NVPI         | Or            | 40 000 +    | 1984             |
| Royaume-Uni | BPI          | Or            | 100 000 +   | 2 janvier 1985   |

### Singles
| Single                           | Chart                                | Durée du classement | Position | Date             |
| -------------------------------- | ------------------------------------ | ------------------- | -------- | ---------------- |
| Owner of a Lonely Heart · Argent | (Hot 100)                            | 23 semaines         | 1er      | 21 janvier 1984  |
| Owner of a Lonely Heart · Argent | (Mainstream Rock Tracks)             | —                   | 1er      | 19 novembre 1983 |
| Owner of a Lonely Heart · Argent | (Single Top 100)                     | 17 semaines         | 10e      | 6 février 1984   |
| Owner of a Lonely Heart · Argent | (ARIA Charts)                        | 11 semaines         | 14e      | 6 février 1984   |
| Owner of a Lonely Heart · Argent | Autriche (Ö3 Austria Top 40)         | 2 semaines          | 17e      | 15 avril 1984    |
| Owner of a Lonely Heart · Argent | Belgique (V) (Ultratop)              | 12 semaines         | 6e       | 31 décembre 1983 |
| Owner of a Lonely Heart · Argent | (RPM Top Singles)                    | 17 semaines         | 2e       | 28 janvier 1984  |
| Owner of a Lonely Heart · Argent | (Single Top 100)                     | 28 semaines         | 4e       | 3 décembre 1983  |
| Owner of a Lonely Heart · Argent | (FIMI)                               | 14 semaines         | 12e      | 2 avril 1984     |
| Owner of a Lonely Heart · Argent | (IRMA)                               | 1 semaine           | 30e      | 20 novembre 1983 |
| Owner of a Lonely Heart · Argent | Norvège (VG-lista)                   | 5 semaines          | 6e       | 13 février 1984  |
| Owner of a Lonely Heart · Argent | Nouvelle-Zélande (RMNZ Albums Top40) | 12 semaines         | 16e      | 19 février 1984  |
| Owner of a Lonely Heart · Argent | (UK Singles Chart)                   | 11 semaines         | 28e      | 27 novembre 1983 |
| Owner of a Lonely Heart · Argent | Pays-Bas (MegaCharts)                | 10 semaines         | 7e       | 3 décembre 1983  |
| Owner of a Lonely Heart · Argent | (Sverigetopplistan)                  | 6 semaines          | 4e       | 21 février 1984  |
| Owner of a Lonely Heart · Argent | (Schweizer Hitparade)                | 13 semaines         | 11e      | 29 janvier 1984  |
| Changes                          | (Mainstream Rock Tracks)             | —                   | 7e       | 7 janvier 1984   |
| Leave It                         | (Hot 100)                            | 15 semaines         | 24e      | 21 avril 1984    |
| Leave It                         | (Mainstream Rock Tracks)             | —                   | 1er      | 17 mars 1984     |
| Leave It                         | (UK Singles Chart)                   | 5 semaines          | 56e      | 8 avril 1984     |
| It Can Happen                    | (Hot 100)                            | 7 semaines          | 51e      | 14 juillet 1984  |
| It Can Happen                    | (Mainstream Rock Tracks)             | —                   | 2e       | 28 janvier 1984  |